# Desertshore
Desertshore — третий сольный и четвёртый в целом студийный альбом немецкой певицы и композитора Нико, изданный в декабре 1970 г. фирмой Reprise Records.

## Об альбоме
Продюсерами диска стали Джон Кейл (с которым Нико годом ранее записала альбом The Marble Index) и Джо Бойд. Подобно своему предшественнику (The Marble Index, 1969), Desertshore выдержан в экспериментальном минималистском духе с элементами неоклассики. Саймон Рейнольдс отмечает, что «в лирическом отношении такие песни, как „Janitor of Lunacy“ или „Afraid“, кажутся такими же мрачными, как и прежние её вещи, но на сей раз сквозь мрак проглядывают проблески нежности — хотя в целом и здесь она производит впечатление человека, отчаянно сопротивляющегося ужасающей внутренней пустоте в своей душе». Trouser Press называет аранжировки Desertshore «несколько менее „готическими“, чем на Marble Index» и добавляет, что, «как доказывает этот альбом, пение Нико а-капелла может быть не менее леденящим душу, чем на фоне саундтрека для фильма ужасов». Обозреватель Pitchfork Media назвал Desertshore «более открытым и менее клаустрофобичным», чем Marble Index, но раскритиковал его за «излишне мягкие, даже слащавые» моменты — такие, как «слезливая» фортепианная баллада «Afraid». Тем не менее, в целом Desertshore обычно называют одним из лучших альбомов Нико.
На обложке альбома размещен кадр из фильма Филиппа Гарреля «Внутренняя рана» (La cicatrice interieure), в котором снялись Нико, её сын Ари Булонь и сам режиссёр. Несколько песен с Desertshore были включены в саундтрек к фильму.
Песня «Le Petit Chevalier» исполняется сыном певицы, Ари Булонем (р. 1962). «Janitor of Lunacy» посвящена покойному Брайану Джонсу, «The Falconer» — Энди Уорхолу.
В 2000 г. свою версию композиции «Abschied» (рус. «Прощание») записал дарквейв-ансамбль Sopor Aeternus & The Ensemble of Shadows (альбом «Dead Lover's Sarabande - Face Two»). Кавер-версия песни «Afraid» исполнялась на концертах Antony and the Johnsons.

## The Desertshore Installation
В 2008 г. индастриал-коллективом Throbbing Gristle было принято решение записать свою версию Desertshore. Продолжавшиеся три дня 12-часовые сессии были записаны на аудио и изданы под названием The Desertshore Installation. В 2012 Throbbing Gristle объявили о грядущем выпуске полностью перезаписанной версии Desertshore. Трибьют-альбом был выпущен в паре с авторской пластинкой The Final Report; по заявлению музыкантов, этот двойной релиз станет последним в дискографии группы. В записи приняли участие такие исполнители, как Энтони Хигарти, Бликса Баргельд, Марк Алмонд и Саша Грей

## Список композиций
Все композиции написаны Нико.
1. «Janitor of Lunacy» — 4:01
2. «The Falconer» — 5:39
3. «My Only Child» — 3:27
4. «Le Petit Chevalier» — 1:12
5. «Abschied» — 3:02
6. «Afraid» — 3:27
7. «Mütterlein» — 4:38
8. «All That Is My Own» — 3:54 #